# Curtiss-Wright CW-19
El Curtiss-Wright CW-19 fue un avión utilitario civil diseñado en los Estados Unidos a mitad de los años 30 del siglo XX, y construido en pequeñas cantidades en una serie de variantes, incluyendo el prototipo de entrenador militar CW-23.

## Diseño y desarrollo
Concebido originalmente como Curtiss-Robertson CR-2 Coupe poco antes de la fusión Curtiss-Wright y el abandono de la marca Curtiss-Robertson, era un monoplano de ala baja cantiléver totalmente metálico de configuración convencional, con tren de aterrizaje fijo de rueda de cola y asientos lado a lado para dos personas. Una característica destacada de todas las versiones a excepción de los prototipos CR-2 eran sus grandes carenados de las ruedas de estilo "pantalón". Si bien el diseño nunca se perfeccionó para el mercado civil al que originalmente estaba destinado, pronto se desarrolló una versión militarizada que reemplazaba la cabina lado a lado por asientos en tándem, y añadía una provisión de armas y bombas.

## Historia operacional
Curtiss-Wright esperaba que de esta forma pudiera venderse en el mercado de exportación como una máquina de ataque a tierra. Pero las órdenes fueron decepcionantes, con solo 20 ejemplares comprados por la Fuerza Aérea china y tres por la Fuerza Aérea cubana. Una versión desarmada de entrenamiento también fue desarrollada y ofrecida al USAAC, pero no se realizaron pedidos.
En un intento final de comercializar el diseño, la potencia del motor fue aumentada de 340 kW (450 hp) a 450 kW (600 hp), y fue equipado con un tren de aterrizaje retráctil. De esta forma, designado como CW-23, el avión fue ofrecido de nuevo al USAAC, esta vez como entrenador avanzado, pero de nuevo no hubo interés. Sin embargo, el CW-19 formó la base de los mucho más exitosos diseños CW-21 y CW-22.

## Variantes
CR-2
Prototipo de Curtiss-Robertson con ala arriostrada mediante soportes y tren de aterrizaje sin carenar, dos construidos.
Model 19L
Prototipo con ala en voladizo, tren de aterrizaje carenado y motor Lambert R-266, uno construido.
Model 19W
Prototipo con motor Warner Super Scarab, uno construido.
Model 19Q
Diseño de hidroavión con Lycoming R-680-B2, no construido.
Model 19R Fighter
Versión militarizada con asientos en tándem, montajes para armas y motor Wright J-6-7, 23 construidos.
Model 19R Long Range Trainer
Contenedor central con depósito de combustible extra de 132 l. Un arma fija frontal, una trasera manual.
Model 19R Light Bomber
Dos armas de 7,62 mm y dos soportes para bombas A-3 (255 kg).
Model 19R Photo Reconnaissance
Dos puestos de cámara montados en la parte inferior.
Model 19R Attack (special)
Monoplaza con armas alares, no construido.
Model 19R Advanced Trainer
Opciones de motor entre el Pratt&Whittney R-760-E2 o el R-975-E3.
Model 19R Seaplane
Variante propuesta de 1936 del 19Q, no construida.
Model A19R
Entrenador militar ofrecido al USAAC, tres construidos, uno convertido más tarde en CW-22.
Model B19R
Proyectada versión civil del Model A19R, no construida.
Model C19R
Entrenador estándar anfibio con R-975-E3, no construido.
Model C19R
Entrenador anfibio avanzado, no construido.
Model C19R
Caza anfibio; un arma frontal, otra manual, no construido.
Model C19R
Avión fotográfico anfibio, montaje de cámara Fairchild KB-3.
Model C19Z
Entrenador estándar anfibio o hidroavión, motor Pratt & Whitney Wasp SC-G.
CW-23
Entrenador militar avanzado con motor Pratt & Whitney R-1340 y tren de aterrizaje retráctil, uno construido.

## Operadores
Bolivia
Recibió 10 CW-19R en 1938, restando cuatro en servicio en 1949.
 República de China
Compró 20 CW-19R.
 Cuba
Recibió cinco CW-19R en 1937, restando uno en servicio hasta 1948.
 República Dominicana
Compró dos CW-19R en 1937.
 Ecuador
Recibió seis en 1936, permaneciendo en servicio hasta 1943.

## Supervivientes
El único ejemplar superviviente estaba en el Fantasy of Flight el 22 de marzo de 2013, habiendo sido transportado desde Bolivia en 1995 para su restauración. El avión lleva sus colores originales bolivianos, debido al acuerdo de exportación con el Gobierno boliviano. El 10 de febrero de 2014 realizó su primer vuelo de pruebas desde que había comenzado la restauración.

## Especificaciones (CW-19R)
Referencia datos: Curtiss Aircraft 1907–1947

### Características generales
- Tripulación: Dos
- Longitud: 8,03 m
- Envergadura: 10,67 m
- Altura: 2,18 m
- Superficie alar: 16,2 m2
- Perfil alar: Curtiss CW-19 Special[8]
- Peso vacío: 635 kg
- Peso cargado: 1588 kg
- Planta motriz: 1× motor radial de siete cilindros refrigerado por aire Wright R-760E2 Whirlwind.
  - Potencia: 260 kW (350 hp)
- Hélices: Bipala metálica de paso fijo

### Rendimiento
- Velocidad máxima operativa (Vno): 298 km/h
- Velocidad crucero (Vc): 264 km/h
- Régimen de ascenso: 9,6 m/s (1890 pies/min)

### Armamento
- Ametralladoras: 

  - 1 a 3 frontales fijas de 7,62 mm, más 1 orientable trasera de 7,62 mm
- Bombas: Provisión

## Aeronaves relacionadas

### Secuencias de designación
- Secuencia CR-_ (interna de Curtiss): CR-1 - CR-2
- Secuencia CW-_ (interna de Curtiss): ← CW-16 - CW-17 - CW-18 - CW-19 - CW-20 - CW-21 - CW-22 - CW-23 - CW-24 - CW-25 - CW-26 →